# Генерал-полковник внутренней службы (СССР и Россия)
Генерал-полковник внутренней службы — высшее специальное звание в МВД СССР (1973—1991) и МВД России (с 1992) (наряду со специальными званиями генерал-полковника милиции, генерал-полковника полиции и генерал-полковника юстиции), высшее специальное звание в органах уголовно-исполнительной системы Министерства юстиции Российской Федерации (1998—2005), высшее специальное звание в МЧС России (с 2002), специальное звание в Федеральной службы исполнения наказаний (с 1998), специальное звание в Федеральной службе судебных приставов (с 2020).

## МВД СССР
Специальное звание установлено Указом Президиума Верховного Совета СССР от 23 октября 1973 года № 4957-VIII «О специальных званиях рядового и начальствующего состава органов внутренних дел». До этого для данной категории высшего начальствующего состава существовало звание генерал внутренней службы 1-го ранга, введённое Указом Президиума Верховного Совета СССР от 21 августа 1952 года «Об отмене воинских званий и введении новых званий для начальствующего состава Министерства внутренних дел СССР» (отменялись воинские звания и вводились специальные звания, в том числе для высшего начальствующего состава, за исключением генералов, офицеров, сержантского и рядового состава конвойной охраны, инженерно-противохимических частей и штабов МПВО, военно-строительных частей МВД СССР и Особого дорожно-строительного корпуса).
В СССР звание присваивалось заместителям министра внутренних дел СССР и 1 раз — министру внутренних дел Украинской ССР (И. Д. Гладуш).
Список генерал-полковников внутренней службы
1. Богатырёв, Иван Тимофеевич (1982)[1]
2. Гладуш, Иван Дмитриевич (1985)[2]
3. Елисов, Борис Кузьмич (1981)
4. Олейник, Пётр Александрович (1981)
5. Трушин, Василий Петрович (1988)
6. Шилов, Иван Фёдорович
7. Шумилин, Борис Тихонович

## МВД России
Звание установлено постановлением Верховного Совета Российской Федерации от 23 декабря 1992 года № 4202-I «Об утверждении Положения о службе в органах внутренних дел Российской Федерации и текста Присяги сотрудника органов внутренних дел Российской Федерации».
В МВД России звание присваивалось заместителям Министра внутренних дел Российской Федерации и директору Государственной фельдъегерской службы Российской Федерации (в соответствии с Федеральным законом от 17 декабря 1994 г. № 67-ФЗ: начальствующий состав федеральной фельдъегерской связи состоит в кадрах органов внутренних дел Российской Федерации).
В перечне должностей высшего начальствующего состава в органах внутренних дел Российской Федерации, в Бюро по координации борьбы с организованной преступностью и иными опасными видами преступлений на территориях государств — участников Содружества Независимых Государств и соответствующих этим должностям специальных званий, утвержденном Указом Президента Российской Федерации от 1 марта 2011 г. № 253 (в действующей на 2016 г. редакции) должностей, соответствующих специальному званию генерал-полковника внутренней службы не предусмотрено.
Список генерал-полковников внутренней службы
1. Абрамов, Евгений Александрович (1993)
2. Дурбажев, Владимир Андреевич (1997)
3. Ерин, Виктор Фёдорович (1992)[3][4]
4. Игнатьев, Михаил Александрович (2003)
5. Маслов, Павел Тихонович[5] (1997)
6. Нелезин, Пётр Васильевич (1999)
7. Паньков, Михаил Анатольевич[5] (2002)[6]
8. Серебренников, Евгений Александрович (2002)
9. Страшко, Владимир Петрович (1998)
10. Черненко, Андрей Григорьевич (1999)

## МЧС России
Федеральным законом от 25 июля 2002 г. № 116-ФЗ действие Положения о службе в органах внутренних дел Российской Федерации, утвержденного Постановлением Верховного Совета Российской Федерации от 23 декабря 1992 г. № 4202-I, распространено на лиц рядового и начальствующего состава органов внутренних дел, переходящих на службу в Государственную противопожарную службу Министерства Российской Федерации по делам гражданской обороны, чрезвычайным ситуациям и ликвидации последствий стихийных бедствий, а также на лиц, вновь поступающих на службу в Государственную противопожарную службу, до принятия федерального закона, регулирующего прохождение службы в Государственной противопожарной службе.
Федеральным законом от 23 мая 2016 г. № 141-ФЗ «О службе в федеральной противопожарной службе Государственной противопожарной службы и внесении изменений в отдельные законодательные акты Российской Федерации» была установлена отдельная система специальных званий федеральной противопожарной службы, в которой сохранено звание генерал-полковника внутренней службы.
В соответствии с перечнем должностей высшего начальствующего состава федеральной противопожарной службы Государственной противопожарной службы МЧС России и соответствующих этим должностям специальных званий, утвержденным Указом Президента Российской Федерации от 26 июля 2011 г. № 1010 (в действующей на 2016 г. редакции), звание может быть присвоено:
- заместителям Министра Российской Федерации по делам гражданской обороны, чрезвычайным ситуациям и ликвидации последствий стихийных бедствий
- начальникам Дальневосточного, Приволжского, Северо-Западного, Северо-Кавказского, Сибирского, Уральского, Центрального и Южного региональных центров Министерства Российской Федерации по делам гражданской обороны, чрезвычайным ситуациям и ликвидации последствий стихийных бедствий
- начальнику Главного управления Министерства Российской Федерации по делам гражданской обороны, чрезвычайным ситуациям и ликвидации последствий стихийных бедствий по г. Москве.

Список генерал-полковников внутренней службы
1. Артамонов, Владимир Сергеевич (2010)[7]
2. Дагиров, Шамсутдин Шарабутдинович (2012)[8]
3. Денисов, Илья Павлович (2019)
4. Елисеев, Александр Михайлович (2012)[9]
5. Кобзев, Игорь Иванович (2019)[10]
6. Литюк, Николай Петрович (2015)[11]
7. Одер, Игорь Владимирович (2016)[12]
8. Паньшин, Игорь Владимирович (2014)[13]
9. Супруновский, Анатолий Михайлович (2021)[14]
10. Тетерин, Иван Михайлович (2008)
11. Чуприян, Александр Петрович (2008)

## Минюст России и ФСИН России
Федеральным законом от 21 июля 1998 г. № 117-ФЗ действие Положения о службе в органах внутренних дел Российской Федерации, утвержденного Постановлением Верховного Совета Российской Федерации от 23 декабря 1992 г. № 4202-I, распространено на сотрудников органов внутренних дел, переходящих на службу в учреждения и органы уголовно-исполнительной системы, а также на лиц, вновь поступающих на службу в указанные учреждения и органы, впредь до принятия федерального закона о службе в уголовно-исполнительной системе.
В соответствии с перечнем должностей высшего начальствующего состава в учреждениях и органах уголовно-исполнительной системы и соответствующих этим должностям специальных званий, утвержденным Указом Президента Российской Федерации от 31 октября 2009 г. № 1229 (в действующей на 2016 г. редакции), звание может быть присвоено только директору Федеральной службы исполнения наказаний.
Список генерал-полковников внутренней службы
1. Гостев, Аркадий Александрович (2021)[15][16]
2. Реймер, Александр Александрович (2010)
3. Ялунин, Владимир Увенальевич (2002)

## ФССП России
В соответствии с указом Президента России № 1 от 1.01.2020 «О некоторых вопросах Федеральной службы судебных приставов», звание генерал-полковника внутренней службы введено как соответствующее должности директора Федеральной службы судебных приставов — главного судебного пристава Российской Федерации.
Список генерал-полковников внутренней службы
1. Аристов, Дмитрий Васильевич (2020)